# Lars Olsson (alpin skidåkare)
Lars Olsson, född 16 november 1944 i Stora Tuna församling i Sverige, är en svensk utförsskidåkare.
I olympiska vinterspelen 1964 deltog han i slalom och störtlopp, 1968 i storslalom.

### Fotnoter
1. ↑  Lars Olsson (alpin skidåkare) på Sveriges Olympiska Kommittés webbplats